# Mercure et Argos
Mercure et Argos est une huile sur toile de Diego Vélasquez sur un thème mythologique pour le salon des miroirs de l'alcazar de Madrid. Il s'agit d'une des dernières toiles du peintre réalisée vers 1659. Il fut sauvé de l'incendie du palais du Buen Retiro et fut transféré au palais royal de Madrid. Dans l'inventaire de 1772 fut consigné l'agrandissement de la toile par l'ajout de deux bandes. Celle qui fut ajoutée en haut sur 25,5 cm est particulièrement visible. En 1819 il rejoignit le musée du Prado.

## Historique
Après avoir été nommé surintendant des travaux du roi en 1643, Vélasquez fut chargé de tâches de décorateur ou « d'architecte d'intérieur » et de la définition des espaces de l'alcazar. Pour la dernière de ses interventions en 1658, il se chargea de la décoration du Grand Salon « aux miroirs », sur la porte principale, pour laquelle, selon Antonio Palomino, il apporta « la base du plafond avec les divisions, la forme des peintures, et dans chaque cadre il écrit l'histoire qu'il fallait y exécuter ». Agostino Mitelli et Angelo Michele Colonna, amené par Velázquez d'Italie, se chargèrent des ornements architecturaux.  Juan Carreño et Francisco Ricci peignirent les fables de Pandore.
Vélasquez garda pour lui une œuvre en apparence mineure, la réalisation de quatre paysages et de thèmes mythologiques destinés à décorer les espaces entre les fenêtres ; oubliées par Palomino dans sa description détaillée des huiles et des fresques qui furent réalisées pour ce salon et, d'après ce qu'il en disait, plaisaient tant au roi qu'il venait régulièrement voir travailler les peintres.
Les huiles réalisées par Vélasquez sont connues par l'inventaire de 1686 dans lequel Mercure et Argos est mentionné avec trois autres toiles perdues dans l'incendie de l'alcazar : Apollon détruit un satyre (Probablement Mars), Psyché et Cupidon et Adonis et Vénus. Pour Fernando Marías les quatre toiles pourraient avoir en commun « une réflexion sur la vision et son absence » après le songe provoqué par Mercure avec sa musique enchantée.
La réalisation de la toile est située par les critiques en 1659 de façon presque unanime, date à laquelle fut terminée la réalisation du salon. Pour la figure d'Argos, on a proposé comme modèles le Galate moribond du musée du Capitole, un marbre classique – qui était alors dans la collection de Ludovisi – dont Vélasquez réalisa le moulage lors de son second voyage en Italie ; ainsi que le bronze nu d'Ézéchias des fresques de Michel-Ange de la chapelle Sixtine, d'après Charles Tolnay. 
D'après Enriqueta Harris, la même sculpture hellène aurait inspiré le personnage de Mercure, dans sa position des bras et des épaules,. Marías de son côté signale une certaine relation de dépendance entre cette œuvre et le Songe de saint Joseph de Giovanni Lanfranco que Velázquez avait pu voir lors de son séjour à Rome.

## La fable
Vélasquez s'inspire des Métamorphoses d'Ovide (1, 688-721) : Jupiter, pour aimer Io sans se faire remarquer, couvre la terre d'un brouillard dense, mais Junon jalouse et suspicieuse dissipe la brume. Jupiter pour éviter d'être découvert ne peut rien faire d'autre que de métamorphoser Io en une jolie vache. Junon méfiante, la réclame et lui impose Argos, le géant aux cent yeux qui jamais ne dort et veille toujours d'un œil. Mais Jupiter envoie Mercure pour sauver Io. Le messager des dieux arrive à endormir Argos et à lui faire fermer ses cent yeux, moment représenté par Vélasquez. La fable se poursuit par la mort d'Argos et le sauvetage de la vache.

## Interprétation de la fable par Velázquez
Une fois que Vélasquez eut opté pour des personnages de dimensions réelles, le format paysage de la toile obligeait à représenter les personnages étendus plus que debout, et donc à un traitement peu héroïque du sujet. Ainsi Mercure n'est pas l'audacieux soldat qui dresse une épée, comme dans l'interprétation de Rubens de ce sujet pour la tour de la Parada, mais un assassin rusé qui s'approche précautionneusement caché par les ombres. Dans la version initiale devait figurer, en plus de ces deux personnages, la vache Io, enveloppée dans l'ombre. La toile était plus remplie qu'aujourd'hui après les agrandissements qu'elle a subis.
Pour comprendre la façon de Vélasquez d'aborder le mythe, il peut être utile de le comparer avec la toile de Rubens, comme le fit Julián Gállego en 1990 et Jonathan Brown en 1999 lorsque ces deux toiles furent réunies par le musée du Prado pour l'exposition Velázquez, Rubens et Van Dyck. 
De même que Vélasquez plus tard, Rubens, connu pour son respect des thèmes mythologiques par opposition au « démystificateur » Vélasquez, ne fit pas d'Argos un géant à cent yeux. C'est un gardien de troupeaux, rude et chauve, qui dort de façon peu naturelle, la tête tombant sous son poids sur l'épaule gauche. Son unique et peu héroïque arme est son bâton de berger. Mercure semble en revanche inspiré par le Gladiateur Borghèse du musée du Louvre, bien qu'enroulé dans un manteau rouge et sans aucun attribut divin.
Velázquez en revanche ne s'éloigne pas de Rubens en représentant ces personnages comme « baraqués », pour reprendre l'expression de Julián Gállego. Même pour la flûte de pan à sept tuyaux que laisse Mercure pour prendre l'épée et dans le chapeau « vieux chapeau de plumes lises, propre à cette crapule » d'après Gallego, mais ailé comme le sont les dieux – Vélasquez montre ici un plus grand respect que Rubens pour les accessoires classiques qui doivent permettre de reconnaître le sujet de la peinture. Tous deux utilisent des sources classiques.
La différence entre les toiles ne tient pas tant de la manière de les aborder que de l'ambiance différente qui les entoure. Rubens peint un paysage dramatique qui renforce le potentiel rhétorique. Il établit de violents contrastes entre un Mercure dynamique, centre de la composition, et l'image passive d'Argos. Vélasquez réduit le paysage au minimum, une ouverture entre des rochers et un ciel crépusculaire qui entoure de ses ombres la vache et accompagne le rêve d'Argos.
C'est une atmosphère de quiétude et de silence qui ne perturbe pas Mercure. Face aux tons ampoulés de Rubens, Vélasquez choisit le calme. C'est une façon totalement différente de représenter le mythe. Rubens va vers l'extraordinaire : comme pour les miracles de la religion catholique, il fait des dieux des héros surhumains. Pour Vélasquez le miracle, sans devenir ordinaire  et sans être moins reconnu, se fond dans le quotidien et se reçoit dans le silence.